# Júlia Bertran
Júlia Bertran Lafuente (1980) es una periodista cultural especializada en artes escénicas, ilustradora y escritora. Reportera de televisión, trabaja desde el 2005 en Televisión de Cataluña. Ha sido redactora y reportera en programas como “Silenci?”, “Ànima” y “Tria33”. También ha trabajado en Catalunya Ràdio, iCat y COM Ràdio. 
Fue la cantante de Tejero, una banda barcelonesa de pop-punk formada por ella misma y Juanpe González. El año 2015 fue la encargada de presentar la Nit de Santa Llúcia, considerada la velada literaria más importante en lengua catalana.
El 2016 expuso sus ilustraciones en la Galería H2O de Barcelona, bajo el título “Imagina’t que fóssim normals”. El 2017 publicó el libro "Amar y timar", en el cual se cuestiona el amor romántico, la cultura monògama, la familia tradicional, el sistema binario de género y sus roles sexistas.
El año 2018 hizo la lectura del manifiesto de la marcha multitudinaria en Barcelona convocada con motivo del Día Internacional para la Eliminación de la Violencia contra las Mujeres, junto con las activistas Carmen Juares y Sofia Bengoetxea. Actualmente es periodista del programa “Quan arribin els marcians” en TV3 y colabora en la revista Enderrock.

## Publicaciones
- Bertran, Júlia (2017). Amar y timar. Barcelona: Bridge. ISBN 978-84-166-7014-7.[11][5]